# Bandera (fotografía y cinematografía)
En cinematografía y fotografía, una bandera es un accesorio de iluminación que consiste en un panel rectangular opaco, por lo general de tejido de color negro, se acopla a un brazo llamado ceferino que se monta sobre un pie y se coloca entre los aparatos de iluminación y el objetivo, para que la luz no entre en este, también usada para bloquear la luz, crear sombras o para ocultar las luces de una escena.
Además de las banderas negras para recortar el paso de la luz, también se pueden encontrar las banderas difusoras de seda o algodón que la tamizan, igualmente encajan en las rótulas ceferino, que con sus extensiones y soporte se sitúan en la posición deseada.